# Boltenhagen
Boltenhagen település Németországban, Mecklenburg-Elő-Pomeránia tartományban. Lakosainak száma 2555 fő (2023. december 31.).

## Népesség
A település népességének változása:
| Lakosok száma | 2478 | 2464 | 2470 | 2535 | 2633 | 2555 |
|               | 2017 | 2019 | 2020 | 2021 | 2022 | 2023 |